# Cirque de Freysselines
Le cirque de Freysselines est un cirque naturel situé dans le massif des Monédières, dans le département de la Corrèze, en Nouvelle-Aquitaine. Il est constitué principalement de roche granitique et recouvert de lande, délimité par la succession en arc de cercle du puy de Chauzeix à l'ouest, du suc au May au centre et du puy de la Jarrige à l'est, point culminant à 909 mètres d'altitude. À l'instar du site des Borderies, au nord du massif, choisi comme base d'atterrissage pour les parapentes au pied du puy de la Monédière, Freysselines permet aux parapentes d'atterrir au sud du massif après avoir décollé depuis le site d'envol de la Fournaise situé au sommet du suc au May.

## Géographie
Constitué par le versant sud du suc au May (908 m) et conforté au sud-ouest par le puy de Chauzeix (897 m) et au sud-est par le puy de la Jarrige (909 m), c'est un cirque naturel avec un dénivelé d'environ 300 m constituant un demi-cercle d'environ 700 m de rayon autour du hameau de Freysselines (619 m). Il se trouve à l'ouest du territoire de la commune de Chaumeil. Le ruisseau de Ganezande y prend sa source et alimente l'étang de Ganezande, à peine perceptible depuis la route car défendu par une barrière naturelle de très hauts sapins Douglas. L'étang est situé sur la commune de Saint-Augustin.
La route départementale D121 longe les contrebas du cirque et dessert Freysselines, offrant de très belles vues sur le fond du cirque et ses fermes anciennes. L'ensemble représente un espace protégé sauvage et naturel d'une zone Natura 2000.

### Topographie

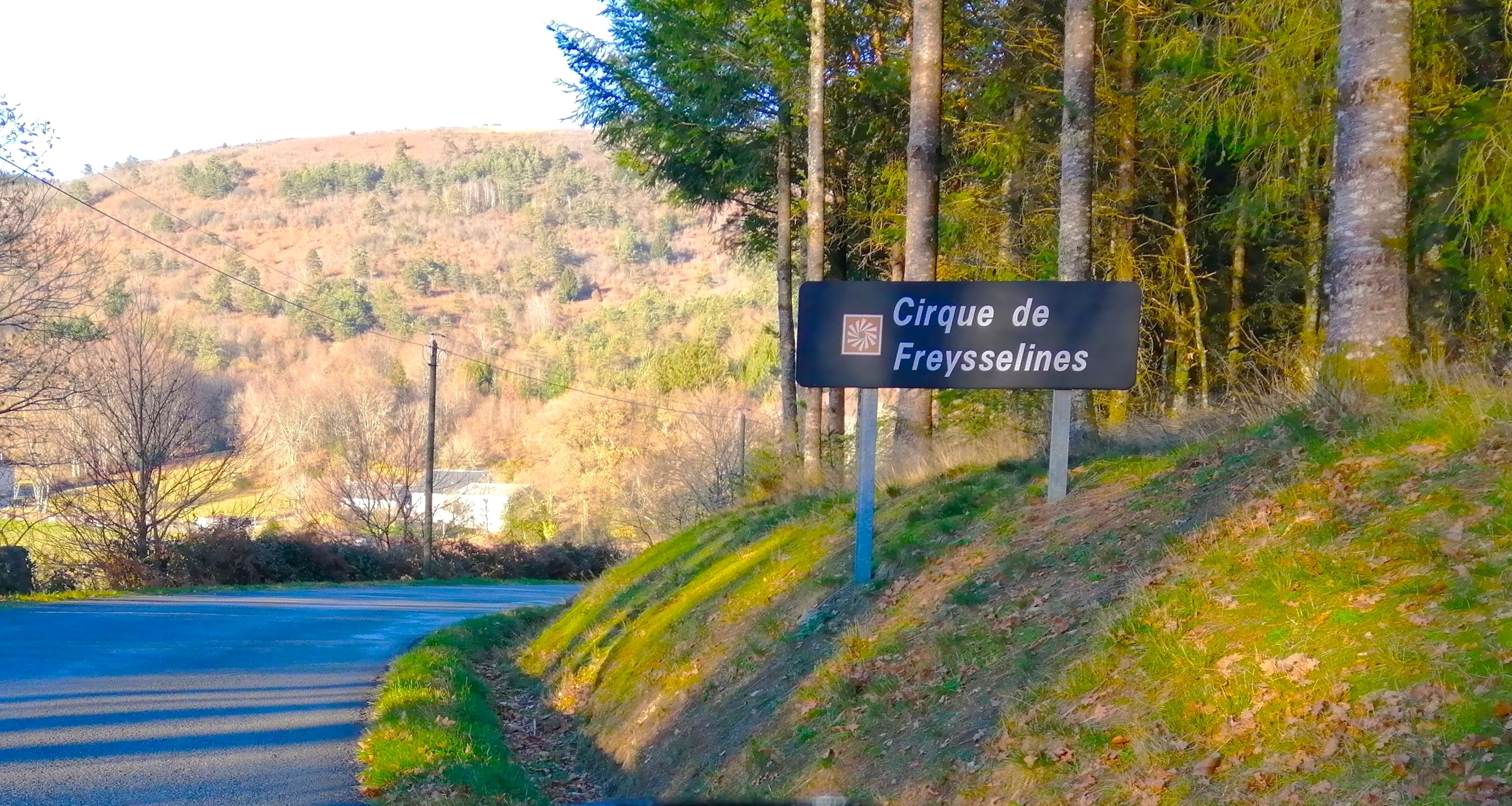
Panneau routier indiquant l'entrée dans le cirque de Freysselines sur la D121, en venant de Chaumeil peu après la Croix sous l'Arbre.

Le point le plus bas du cirque se situe entre les lieux-dits Le Mas Chaussagne et Tressailleur, au sud du hameau de Freysselines, à 576 mètres d'altitude. Le point culminant est situé au sommet du puy de la Jarrige, à 909 mètres. Le suc au May est le point central du cirque. Le puy Genoux (764 m) marque la fin du demi-cercle côté sud-est du cirque, le puy de Chauzeix, celui côté sud-ouest. 

### Géologie
Le cirque de Freysselines, vaste et taillé dans la roche granitique, marque la limite entre le plateau corrézien et la montagne.

### Climat
Le cirque de Freysselines, orienté au sud-est et protégé des vents dominants venus de l'ouest, présente un bilan hydrique bien inférieur aux versants orientés nord-ouest, comme le puy Pantout, le puy d'Orliac ou encore le puy de la Monédière et le versant occidental du suc au May.

### Faune et flore
La faune et la flore y sont d'une grande diversité (rapaces, loutres, lézards, fougères, genêts, arbrisseaux à baies comme des myrtilliers et des framboisiers...).
La flore du cirque de Freysselines est caractéristique de celle rencontrée dans l'ensemble du massif, même si passé 750 mètres d'altitude, on y trouve la myrtille et la gentiane en plus grande quantité. La bruyère commune (qui devient mauve en été), l'ajonc nain, la bourdaine, la bruyère cendrée, le millepertuis et le poirier sauvage se concentrent davantage sur les pentes du suc au May et du puy de la Jarrige. La dense forêt de conifères se mélange aux hêtraies partout sur le demi-cercle pentu formé par le cirque. 
La faune est caractérisée par la présence du circaète Jean-le-Blanc, de l'engoulevent d'Europe, du lézard vivipare, de la loutre d'Europe et de la barbastelle. Des troupeaux de moutons couvrent le cirque afin de satisfaire l'économie pastorale et étendre les espaces réservés à la pleine croissance des myrtilliers.

## Activités

### Randonnée
Le sentier de grande randonnée 440 suit la trace de ce demi-cercle formé par les trois puys. Le cirque de Freysselines est un point de départ pour accéder, à pied ou à VTT, au sommet du suc au May ou à celui du puy de la Jarrige par des pistes balisées.

### Parapente
Les décollages en vol libre depuis le suc au May sont favorisés par les courants ascendants générés par le cirque orienté au sud. C'est donc au centre de Freysselines que le site d'atterrissage des parapentes a été établi.